# 蕭拜住
萧拜住（？—1320年），契丹石抹氏，是元朝中期的大臣。
萧拜住的曾祖父萧丑奴偕弟萧老瓦歸降成吉思汗，家族世為宿衛，其祖父萧青山，父亲萧哈剌帖木儿。萧拜住從元成宗北征，任檀州知州。元武宗時，被太子愛育黎拔力八達所賞識。入朝為禮部郎中，歷任戶部尚書、御史中丞、中書省平章政事。和楊朵兒只揭發彈劾權臣铁木迭儿。延祐七年（1320年），元仁宗去世，铁木迭儿將誣陷他處死，元泰定帝時，為蕭拜住昭雪。

## 延伸阅读
[在维基数据编辑]
 《元史·卷179》，出自宋濂《元史》
 《新元史/卷183》，出自柯劭忞《新元史》